# Pseudothyrsocera
Pseudothyrsocera är ett släkte av kackerlackor. Pseudothyrsocera ingår i familjen småkackerlackor.
Kladogram enligt Catalogue of Life:
| Pseudothyrsocera | \| \| Pseudothyrsocera fulva \| \| \| \| \| \| Pseudothyrsocera henrici \| \| \| \| \| \| Pseudothyrsocera lugubris \| \| \| \| \| \| Pseudothyrsocera montana \| \| \| \| \| \| Pseudothyrsocera perkinsi \| \| \| \| \| \| Pseudothyrsocera rectangularitervittata \| \| \| \| \| \| Pseudothyrsocera scutigera \| \| \| \| \| \| Pseudothyrsocera signata \| \| \| \| \| \| Pseudothyrsocera sinensis \| \| \| \| \| \| Pseudothyrsocera xanthopila \| \| \| \| |
|                  | \| \| Pseudothyrsocera fulva \| \| \| \| \| \| Pseudothyrsocera henrici \| \| \| \| \| \| Pseudothyrsocera lugubris \| \| \| \| \| \| Pseudothyrsocera montana \| \| \| \| \| \| Pseudothyrsocera perkinsi \| \| \| \| \| \| Pseudothyrsocera rectangularitervittata \| \| \| \| \| \| Pseudothyrsocera scutigera \| \| \| \| \| \| Pseudothyrsocera signata \| \| \| \| \| \| Pseudothyrsocera sinensis \| \| \| \| \| \| Pseudothyrsocera xanthopila \| \| \| \| |
|                  | Pseudothyrsocera fulva |
|                  | |
|                  | Pseudothyrsocera henrici |
|                  | |
|                  | Pseudothyrsocera lugubris |
|                  | |
|                  | Pseudothyrsocera montana |
|                  | |
|                  | Pseudothyrsocera perkinsi |
|                  | |
|                  | Pseudothyrsocera rectangularitervittata |
|                  | |
|                  | Pseudothyrsocera scutigera |
|                  | |
|                  | Pseudothyrsocera signata |
|                  | |
|                  | Pseudothyrsocera sinensis |
|                  | |
|                  | Pseudothyrsocera xanthopila |
|                  | |